# Kurt Gerron
Kurt Gerron, nato Kurt Gerson (Berlino, 11 maggio 1897 – Auschwitz, 15 novembre 1944), è stato un attore, regista e cantante tedesco di origine ebrea.
Fu una delle vittime della Shoah, ucciso nel campo di concentramento di Auschwitz.

## Biografia
Gerron nacque a Berlino come Kurt Gerson da una famiglia ebrea della media borghesia. All'inizio della prima guerra mondiale si arruolò volontario; ferito in combattimento, fu esonerato dal servizio e decorato con la croce di ferro di seconda classe. Passò il resto degli anni di guerra studiando medicina all'Università; a causa delle esigenze belliche Gerron tornò al fronte in qualità di medico negli ultimi mesi del conflitto.
Già nel 1920 abbandonò la professione medica per dedicarsi alla carriera di attore di teatro.
Negli anni venti e trenta fu attore e regista di successo. Grazie al cinema la sua popolarità esplose in modo così improvviso che nel 1927 aveva già partecipato a quasi trenta film. Ebbe successo anche come attore di teatro e cabaret. Nel 1928 ricoprì il ruolo di Jackie Tiger Brown, il capo della polizia, alla prima di Die Dreigroschenoper. Nel 1930 interpretò il ruolo del mago Kiepert ne L'angelo azzurro, al fianco di Marlene Dietrich, parte che lo consacrò come stella del cinema e lo spinse ad occuparsi anche della regia per conto dell'UFA, all'epoca la più importante casa di produzione tedesca, per la quale diresse alcuni film.

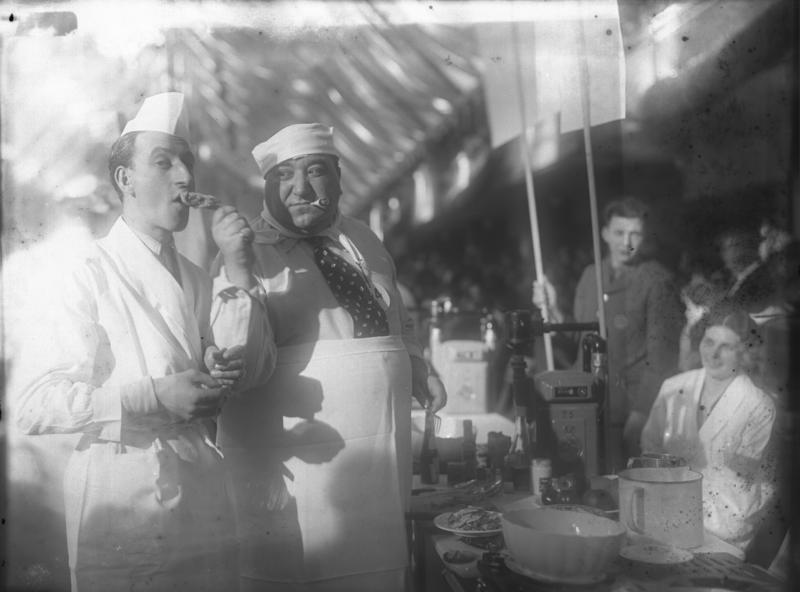
Sig Arno e Kurt Gerron a Berlino nel 1931

In seguito alla presa del poter di Adolf Hitler e al boicottaggio delle attività ebraiche, nel 1933, durante le riprese di Kind, ich freu mich auf dein Kommen per la UFA, la produzione costrinse ad abbandonare la lavorazione del film e lo sostituì.
Dopo aver abbandonato la Germania ed essersi spostato dapprima in Francia, Gerron trovò lavoro come regista nei Paesi Bassi, ottenendo un buon successo. Alcune sequenze di repertorio che lo vedevano protagonista furono montate suo malgrado nel film di propaganda razzista "Der ewige Jude" (L'eterno ebreo), voluto da Joseph Goebbels. In seguito all'occupazione tedesca dei Paesi Bassi durante la seconda guerra mondiale, nel 1943 venne arrestato e deportato nel campo di smistamento di Westerbork, quindi internato nel Campo di concentramento di Theresienstadt, all'interno del quale scrisse il suo noto spettacolo di cabaret "Karoussel".
Visto il fermento internazionale, i nazisti decisero di trasformare il campo di concentramento di Theresienstadt in un "campo di rappresentanza", col quale mostrare l'immagine posticcia dei campi di concentramento come d'un luogo felice e confortevolmente organizzato. Oggetto di controllo anche da parte della Croce Rossa internazionale, per la quale venne architettata un'apposita messinscena, il campo contenne fino a 55.000 deportati.
Gerron fu obbligato a far da regista per un film di propaganda sul campo di concentramento di Theresienstadt, in cambio forse dell'implicita promessa d'aver salva la vita. Gerron realizzò quindi il documentario "Theresienstadt. Ein Dokumentarfilm aus dem jüdischen Siedlungsgebiet" (in italiano: Terezin: Un documentario sul reinsediamento degli ebrei), noto anche come "Il Führer regala una città agli ebrei".
Il film, girato nell'autunno del 1944, non venne mai proiettato integralmente e le bobine originali andarono perdute. Ne sono conservati solo pochi stralci inseriti in alcuni cinegiornali dell'epoca, per un totale di 23 minuti. Alla fine delle riprese Gerron venne trasferito ad Auschwitz dove fu subito ucciso con la moglie in una camera a gas, il giorno prima che Heinrich Himmler decretasse la chiusura degli impianti. Con lui vennero uccise anche tutte le comparse che avevano preso parte al documentario.
Gerron è stato il soggetto di due film documentarî: Prisoner of Paradise, candidato nel 2003 al premio Oscar, e Kurt Gerrons Karussell.

## Filmografia

### Attore
- Fräulein Puppe - Meine Frau, regia di Danny Kaden - cortometraggio (1914)
- Spuk auf Schloß Kitay, regia di Paul Legband (1920)
- Der Held des Tages, regia di Rudi Bach (1921)
- Die Apotheke des Teufels, regia di Bruno Eichgrün (1921)
- Wege des Lasters, regia di Franz Hofer (1922)
- Scheine des Todes, regia di Lothar Mendes (1923)
- Die Schmiede, regia di Martin Berger (1924)
- O alte Burschenherrlichkeit, regia di Helene Lackner e Eugen Rex con la supervisione di Heinz Schall (1925)
- Varieté, regia di Ewald André Dupont (1925)
- Halbseide, regia di Richard Oswald (1925)
- Vorderhaus und Hinterhaus, regia di Richard Oswald, Carl Wilhelm (1925)
- Der goldene Schmetterling, regia di Michael Kertesz (Michael Curtiz) (1926)
- Wien - Berlin, regia di Hans Steinhoff (1926)
- Die drei Mannequins, regia di Jaap Speyer (1926)
- Annemarie und ihr Ulan, regia di Erich Eriksen (1926)
- Im weißen Rößl, regia di Richard Oswald (1926)
- Der Liebe Lust und Leid , regia di Kurt Gerron e Heinz Schall (1926)
- Die Kleine und ihr Kavalier, regia di Richard Löwenbein (1926)
- Mädchenhandel - Eine internationale Gefahr, regia di Jaap Speyer (1927)
- Eine tolle Nacht, regia di Richard Oswald (1927)
- Die Tragödie eines Verlorenen, regia di Hans Steinhoff (1927)
- Der Soldat der Marie, regia di Erich Schönfelder (1927(
- Einbruch, regia di Franz Osten (1927)
- Sein größter Bluff, regia di Henrik Galeen, Harry Piel (1927)
- Glanz und Elend der Kurtisanen, regia di Manfred Noa (1927)
- Die schönsten Beine von Berlin, regia di Willi Wolff (1927)
- Ein schwerer Fall, regia di Felix Basch (1927)
- Ein Tag der Rosen im August..., regia di Max Mack (1927)
- Gehetzte Frauen, regia di Richard Oswald (1927)
- Feme, regia di Richard Oswald (1927)
- Üb' immer Treu' und Redlichkeit, regia di Reinhold Schünzel (1927)
- Das Frauenhaus von Rio, regia di Bud Pollard e Hans Steinhoff (1927)
- Das tanzende Wien, regia di Frederic Zelnik (1927)
- Die Dame mit dem Tigerfell, regia di Willi Wolff (1927)
- Il ragno argentato (Die weiße Spinne), regia di Carl Boese (1927)
- Der große Unbekannte, regia di Manfred Noa (1927)
- Dr. Bessels Verwandlung, regia di Richard Oswald (1927)
- Wer wirft den ersten Stein?, regia di Erich Eriksen (1927)
- Gefährdete Mädchen, regia di Heinz Schall (1927)
- Benno Stehkragen, regia di Trude Santen (1927)
- Die Pflicht zu schweigen, regia di Carl Wilhelm (1928)
- Liebe und Diebe, regia di Carl Froelich (1928)
- Heut tanzt Mariett, regia di Frederic Zelnik (1928)
- L'erede di Casanova (Casanovas Erbe), regia di Manfred Noa (1928)
- Vom Täter fehlt jede Spur, regia di Constantin J. David (1928)
- La nave dei sette peccati (Die Yacht der sieben Sünden), regia di Jacob Fleck, Luise Fleck (1928)
- Manege, regia di Max Reichmann (1928)
- Ramper, der Tiermensch, regia di Max Reichmann (1928)
- Unmoral, regia di Willi Wolff (1928)
- Polizeibericht Überfall, regia di Ernö Metzner - cortometraggio (1928)
- Nachtgestalten, regia di Hans Steinhoff (1929)
- Berlin After Dark, regia di Constantin J. David (1928)
- La figlia del reggimento (Die Regimentstochter), regia di Hans Behrendt (1929)
- Aufruhr im Junggesellenheim, regia di Manfred Noa (1929)
- Wir halten fest und treu zusammen, regia di Herbert Nossen (1929)
- Die Flucht vor der Liebe, regia di Hans Behrendt (1929)
- Il diario di una donna perduta (Tagebuch einer Verlorenen), regia di Georg Wilhelm Pabst (1929)
- La tragedia di Pizzo Palù (Die weiße Hölle vom Piz Palü), regia di Arnold Fanck e Georg Wilhelm Pabst (1929)
- Liebe im Ring, regia di Reinhold Schünzel (1930)
- L'angelo azzurro (Der blaue Engel), regia di Josef von Sternberg (1930)
- Die vom Rummelplatz, regia di Carl Lamac (1930)
- La sirenetta dell'autostrada (Die Drei von der Tankstelle), regia di Wilhelm Thiele (1930)
- Dolly macht Karriere, regia di Anatole Litvak (1930)
- The Blue Angel, regia di Josef von Sternberg (1930)
- La frenesia dell'avventura (Einbrecher), regia di Hanns Schwarz (1930)
- Die Marquise von Pompadour, regia di Willi Wolff (1931)
- Roxi B bar (Ihre Majestät die Liebe), regia di Joe May (1931)
- Der Weg nach Rio, regia di Manfred Noa (1931)
- Salto mortale, regia di Ewald André Dupont (1931)
- Bomben auf Monte Carlo, regia di Hanns Schwarz (1931)
- Eine Nacht im Grandhotel, regia di Max Neufeld (1931)
- Zwei in einem Auto, regia di Joe May (1932)
- Vater geht auf Reisen, regia di Carl Boese (1932)
- Man braucht kein Geld, regia di Carl Boese (1932)
- I tre desideri, regia di Giorgio Ferroni e Kurt Gerron (1937)
- De drie wensen, regia di Kurt Gerron (1937)
- Theresienstadt. Ein Dokumentarfilm aus dem jüdischen Siedlungsgebiet, regia di Kurt Gerron, Karel Pecený - cortometraggio (1944)

### Regista
- Im Strudel der Großstadt, co-regia di Artur Landsberger (1921)
- Der Liebe Lust und Leid , co-regia di Heinz Schall (1926)
- Kabarett-Programm Nr. 1, regia di Kurt Gerron - cortometraggio (1931)
- Kabarett-Programm Nr. 2, regia di Kurt Gerron - cortometraggio (1931)
- Kabarett-Programm Nr. 3, regia di Kurt Gerron - cortometraggio (1931)
- Kabarett-Programm Nr. 4, regia di Kurt Gerron - cortometraggio (1931)
- Kabarett-Programm Nr. 5, regia di Kurt Gerron - cortometraggio (1931)
- Kabarett-Programm Nr. 6, regia di Kurt Gerron - cortometraggio (1931)
- Mia moglie, che imbrogliona! (Meine Frau, die Hochstaplerin) (1931)
- Es wird schon wieder besser (1932)
- Ein toller Einfall (1932)
- Der weiße Dämon (1932)
- Stupéfiants, co-regia di Roger Le Bon (1932)
- Heut' kommt's drauf an (1933)
- Kind, ich freu' mich auf Dein Kommen, co-regia (non accreditato) di Erich von Neusser (1933)
- Una donna al volante (Une femme au volant), co-regia di Pierre Billon (1933)
- Il principe scomparso (Incognito) (1934)
- Bretter, die die Welt bedeuten (1934)
- Het mysterie van de Mondscheinsonate (1935)
- Merijntje Gijzen's Jeugd (1936)
- I tre desideri, co-regia di Giorgio Ferroni (1937)
- De drie wensen (1937)
- Theresienstadt. Ein Dokumentarfilm aus dem jüdischen Siedlungsgebiet, co-regia di Karel Pecený - cortometraggio (1944)

### Sceneggiatore
- Kind, ich freu' mich auf Dein Kommen, regia di Kurt Gerron, Erich von Neusser (1933)
- Theresienstadt. Ein Dokumentarfilm aus dem jüdischen Siedlungsgebiet, regia di Kurt Gerron - cortometraggio (1944)

### Film e documentari dove appare Kurt Gerron
- Uomini di domenica (Menschen am Sonntag), regia di Robert Siodmak e Edgar G. Ulmer (1930)
- L'ebreo errante (Der ewige Jude), regia di Fritz Hippler (1940)
- Kurt Gerron - Seine Gage war der Tod - documentario (1988)
- Kurt Gerrons Karussell - documentario (1999)
- They Fought Back! - documentario (2000)
- Prisoner of Paradise, regia di Malcolm Clarke e Stuart Sender (2002)

## Spettacoli teatrali
- L'opera da tre soldi (prima 1928, Berlino)